# ماكينزي جراي
ماكينزي جراي (بالإنجليزية: Mackenzie Gray)‏ هو ممثل بريطاني وكندي، ولد في 22 نوفمبر 1957 بتورونتو في كندا.

## أعمال

### أفلام
- (2007) القناص[3]
- (2011) لقاءات القبور
- (2013) ميتاليكا عبر الأبد[4]

### مسلسلات
- الشبكة
- ستارغيت إنفينيتي
- ليجون
- وكالة ديرك جينتلي للتحقيقات الشمولية

## وصلات خارجية
- ماكينزي جراي على موقع IMDb (الإنجليزية)
- ماكينزي جراي على موقع ألو سيني (الفرنسية)
- ماكينزي جراي على موقع قاعدة بيانات الفيلم (الإنجليزية)